# Prosymna frontalis
Espèce
Synonymes
- Temnorhynchus frontalis Peters, 1867
- Pseudoprosymna bergeri
Lindholm in Lampe & Lindholm 1902

Prosymna frontalis est une espèce de serpents de la famille des Lamprophiidae. 

## Répartition
Cette espèce se rencontre dans le nord-ouest de l'Afrique du Sud, en Namibie et dans le sud de l'Angola.

## Description
Ce reptile atteint 30 cm pour les mâles et 35 cm pour les femelles.

## Publication originale
- Peters, 1867 : Über eine Sammlung von Flederthieren und Amphibien aus Otjimbingue in Südwestafrica, welche Hr. Missionär Hahn dem zoologischen Museum zugesandt hat. Monatsberichte der Königlichen Preussischen Akademie der Wissenschaften zu Berlin, vol. 1867, p. 234-237 (texte intégral).